# Taíno (volk)

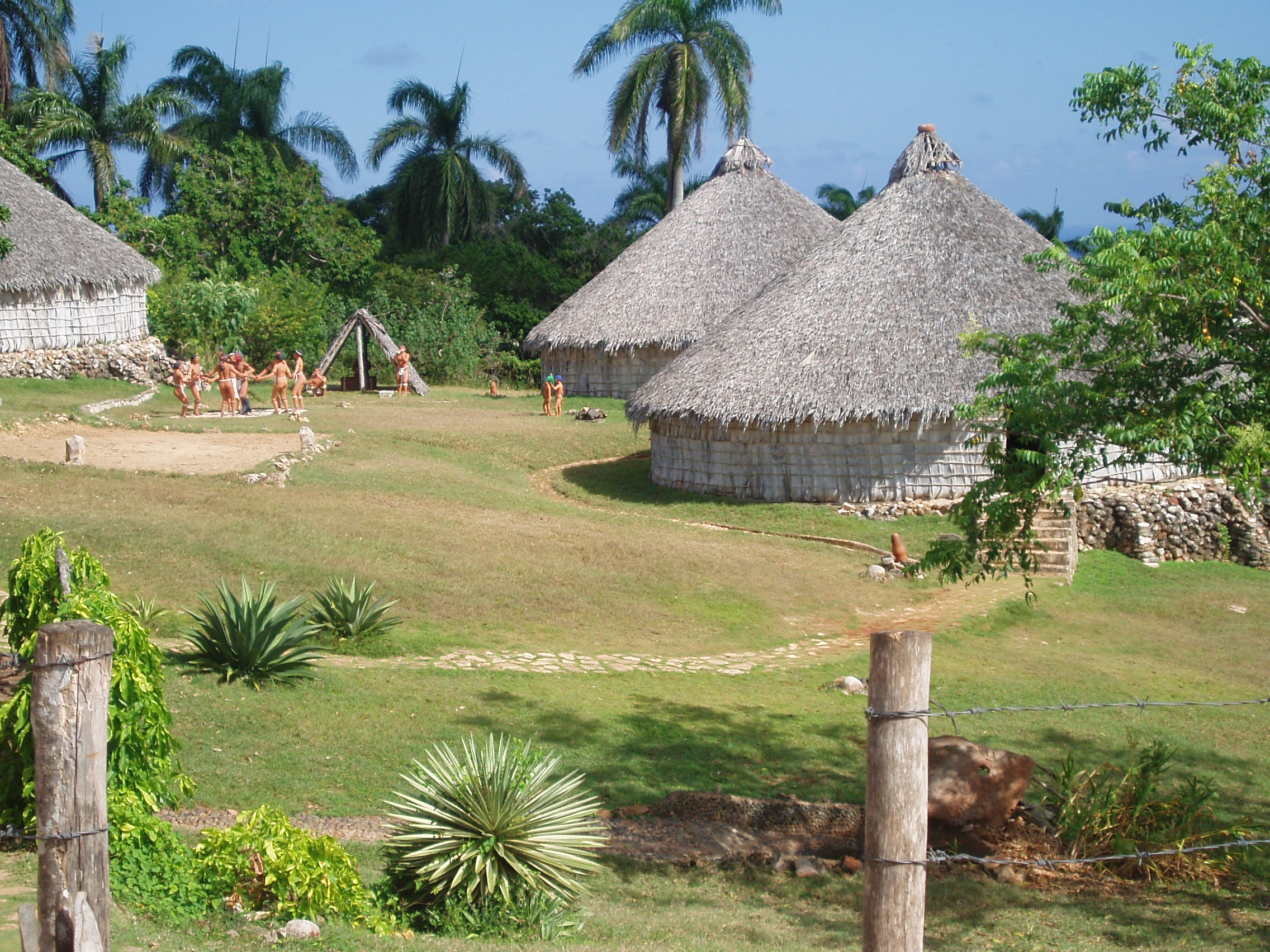
Een nagebouwd Taínodorp op Cuba

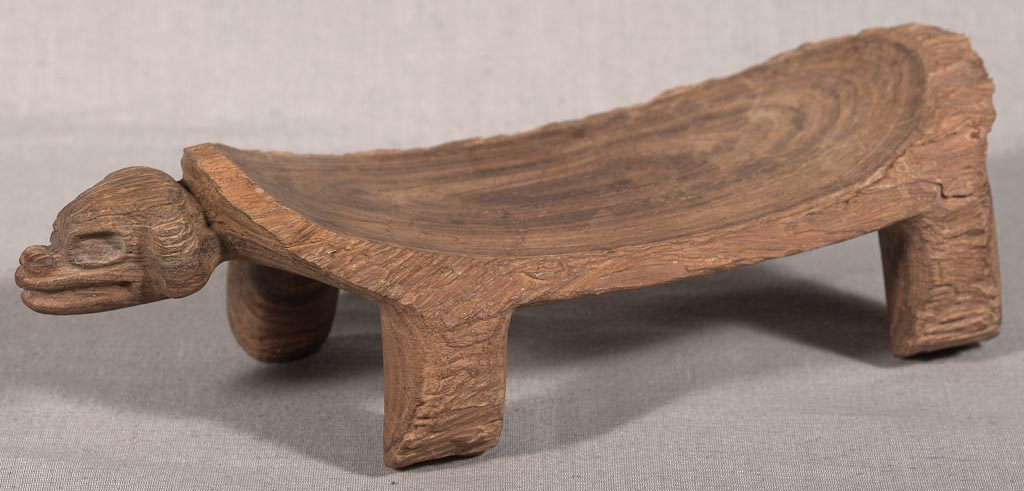
Een Taínobankje

De Taíno vormden een inheems volk dat leefde in gebieden rond de Caribische Zee, op de eilanden Hispaniola, Bahama's, Cuba, Jamaica, Puerto Rico, de Turks- en Caicoseilanden en de noordelijke Kleine Antillen.
Zij waren verwant aan de Arawakken of waren een subgroep van dat volk. De Taíno zijn vooral bekend omdat het de eerste indianen waren die Christoffel Columbus in 1492 aantrof. Schattingen van het aantal Taíno dat in 1492 leefde lopen uiteen van enkele honderdduizenden tot acht miljoen. Ze waren verdeeld in chiefdoms, die werden geleid door een cacique. Ayiti ("Land van de hoge bergen") was de Taíno-naam van Hispaniola, dat later (aan de westelijke kant) de naam Haïti kreeg. De Taíno waren tegen het eind van de 16e eeuw als apart volk uitgestorven, onder andere door ziekten die de kolonisten uit Europa via de Columbiaanse uitwisseling met zich meenamen. Wel stammen veel inwoners van het gebied van de Taíno af; DNA-onderzoek in Puerto Rico heeft uitgewezen dat 61% van de bevolking Taíno-voorouders heeft.

## Oorsprong
Er zijn twee theorieën
- een groep beweert dat de Taíno uit het Amazonebekken komen en verwant zijn aan de Yanomama. Ze zouden via de Orinoco-vallei aan de noordelijke kust geëmigreerd zijn
- een andere groep beweert dat ze uit de Colombiaanse Andes komen.

## Columbus
Columbus schreef aan de koning en koningin van Spanje: 'Zo volgzaam, zo vredelievend zijn deze mensen, dat ik Uwe majesteit durf te zweren, dat er op aarde geen beter volk bestaat. Ze hebben hun naasten lief als zichzelf en in de omgang zijn zij altijd vriendelijk en minzaam. En hoewel het waar is, dat zij naakt zijn, hun manieren zijn fatsoenlijk en lofwaardig.' Hoewel Columbus in zijn reisverslag en brieven de natuurlijke goedheid van de Taíno prees, zag hij tegelijkertijd goede kansen hen militair te onderwerpen en tot het katholicisme te bekeren. Columbus was er 'als rechtgeaarde Europeaan' van overtuigd, dat de Taíno 'moesten worden aangezet noodzakelijke arbeid te verrichten' en 'onze levenswijze moesten aannemen'. Columbus zou later tien van zijn 'beminnelijke' gastheren gevangen nemen en mee naar Spanje nemen om daar de blanke manieren te leren. De Taíno zouden zich niet tegen de bekering verzetten, maar wel tegen het doorzoeken van hun dorpen op goud en edelstenen en het platbranden van hun dorpen als strafmaatregel bij protest tegen plundering ervan. De Spanjaarden namen in de tien jaar daarop honderden mannen, vrouwen en kinderen gevangen en verkochten hen als slaven in Europa. Verzet werd met geweren en sabels onderdrukt en hele stammen werden vernietigd. 'Honderdduizenden mensen binnen de tien jaar, nadat Columbus voet aan land had gezet, op 12 oktober 1492.'

## Welzijn
Bartolomé de Las Casas, een pater Dominicaan die zich inzette voor het welzijn van de indianen, klaagde over de grote sterfte onder de oorspronkelijke bevolking. Vooral de Lucaya (Bahamaanse) Taíno, die zeeschildpadden vingen voor voedsel, en door de Spanjaarden als schelp- en parelduikersslaaf werden gebruikt, hadden het zwaar. De Caribische parelhandel was vooral voor de Europese koningshuizen interessant. Een van de grootste en beroemdste parels van de wereld, La Peregrina (de Pelgrim, ook de Wees genoemd), werd gevonden door een Caribische parelduikersslaaf voor de kust van Santa Margarita in de golf van Panama.

## Taal
Hoewel het Taíno-volk is uitgestorven, zijn er veel woorden uit de Taínotaal die nu nog gebruikt worden zoals: orkaan, kano, barbecue, hangmat, tabak, kannibaal, barracuda, mais en savanne. Ook namen voor voedsel zoals ananas (piña), pinda, aardappel (papa), zoete aardappel (bataat), yuca (de basis van tapioca), meelproducten (farina, cassava), sarsaparilla vonden hun weg in de wereldtalen.

## Onderzoek
Er is veel onderzoek gedaan naar het ontstaan en het leven van het Taínovolk. Op verschillende plaatsen zijn grotten en ondergrondse meren gevonden met muurschilderingen en artefacten. Honderden artefacten zijn ondergebracht in onderzoekcentra en musea.
Grotendeels dankzij twee opmerkelijke opgravingen, uitgevoerd rond 2010, zijn archeologen enorm verrijkt in hun kennis van de complexe samenleving van de Taíno en de verfijning van hun artefacten.
De eerste ontdekking, een Taíno-dorp aan de noordelijke kust van Cuba, nu bekend als Los Buchillones, dat beschermd werd door een kleilaag op de bodem van een ondiepe lagune, is op 17 juni 2011 tot nationaal monument uitgeroepen. Los Buchillones is een nederzetting uit de late keramische tijd van landbouwers en is opgegraven door David Pendergast, Elizabeth Graham en Jago Cooper in samenwerking met Cubaanse collega's. Men heeft daar 40 structuren, waarschijnlijk een combinatie van gemeenschappelijke gebouwen, bijgebouwen en eengezinswoningen, gevonden. Het museum Castillo de la Real Fuerza in Havana heeft deze eerste vondsten tot 1 maart 2012 tentoongesteld.
Diep in de bossen van de Dominicaanse Republiek, op de locatie La Aleta, heeft een Amerikaans-Dominicaans team misschien een nog belangrijker ontdekking gedaan: een 70 meter diep ondergronds meer, waarin honderden voorwerpen lagen, beschermd door het zuurstofarme water. Voorlopige verkenningen van het omringende bos lijken erop te duiden dat het een onderdeel was van een ceremonieel centrum dat zich over ten minste 10 hectare uitstrekte.
- Biblioteca Nacional de España: XX4576533
- Bibliothèque nationale de France: cb121541346 (data)
- Gemeinsame Normdatei: 4213220-4
- Library of Congress Control Number: sh85131956
- Nationale Bibliotheek van Israël: 987007558315205171
- Système universitaire de documentation: 03004510X